# 七姊妹站
七姊妹站（英語：Seven Sisters station）是英國國家鐵路、倫敦地上鐵李河谷線和倫敦地鐵維多利亞線的鐵路轉乘站，位於北倫敦哈林蓋區七姊妹地區，七姊妹站位於倫敦軌道運輸第3收費區。
在繁忙時間，部分大盎格利亞國鐵列車會服務本站。
本站有兩個出入口，分別位於托特納姆高路和七姊妹路。本站位於南托特納姆站以北不遠處。該站是倫敦地上鐵福音橡至巴金線的車站，並於托特納姆高路設出入口。倫敦交通局於本站設出閘轉乘機制，使用蠔卡或其他非接觸式支付系統於指定時間內於本站與南托特納姆站間轉綫，會被視作一程車程。

## 歷史
1872年7月22日，本站隨著大東部鐵路的斯托克紐因頓及埃德蒙頓鐵路通車而啟用。1878年1月，大東部鐵路宮門線（Palace Gates Line）本站至諾爾公園（Noel Park）段通車。該線於1878年10月7日延伸至宮門（伍德格林）站。
1923年四大英國鐵路公司成立，大東部鐵路公司與其他鐵路公司合併成倫敦及東北鐵路公司。1948年，英國鐵路國有化後，英國鐵路擁有及管理本站，並為本站提供列車服務。
英國鐵路分別於1963年1月7日、1964年12月7日終止了宮門線的客運、貨運服務。宮門線的月台和路軌隨後亦被拆除。
1967年7月24日，哈林蓋區議會批准本站的改造工程，使本站得以容納維多利亞線月台、轉乘通道及相關設施。1968年9月1日，本站維多利亞線月台啟用。維多利亞線與英國鐵路共用的出入口、地下月台（維多利亞線）至地面月台（李河谷線）的轉乘通道則於1968年12月啟用。
本站原有由大東部鐵路興建的車站出入口位於地面月台北端，面向西綠地路（West Green Road）。維多利亞線與英國鐵路共用的出入口則面向七姊妹路，並設通道前往維多利亞線月台西端。共用出入口啟用後，原有的出入口就被關閉停用。
本站與維多利亞線南行下一站芬斯伯里公園站之間的站距為3.15公里，是倫敦地鐵所有深層隧道中的最長站距。
2015年5月31日，本站的大部分英國國鐵列車服務由大盎格利亞轉交倫敦地上鐵營運。大盎格利亞只於繁忙時間保留部分班次服務本站 。
2015年8月8日至30日，維多利亞線曾暫停本站至沃爾瑟姆斯托中央站的列車服務，以便於沃爾瑟姆斯托中央站外進行鐵路客量提升工程。
2016年8月19日起，維多利亞線全線於週五、週六晚上設有通宵列車服務。
2020年3月20日，倫敦地鐵所有通宵列車服務因2019冠狀病毒病疫情而暫停。維多利亞線於2021年11月27日起恢復通宵列車服務。

## 列車服務

### 英國國家鐵路
在早上繁忙時間，大盎格利亞由哈特福東前往利物浦街的南行列車會停靠本站。在傍晚繁忙時間，由利物浦街前往哈特福東的北行列車會停靠本站。列車班次為半小時一班。使用的列車車型為英國鐵路720型電力動車組。

### 倫敦地上鐵
倫敦地上鐵於李河谷線使用的列車車型為英國鐵路710型電力動車組。
在平日非繁忙時間，本站的倫敦地上鐵列車班次（每小時）為：
- 4班 南行 往利物浦街
- 2班 北行 往恩菲爾德鎮
- 2班 北行 往切森特

### 倫敦地鐵
在非繁忙時間，維多利亞線列車班次為約2-3分鐘一班。

#### 通宵列車
逢週五、週六晚上，維多利亞線全線均設有通宵列車服務，班次為每10分鐘1班。

## 接駁交通
倫敦巴士 41、76、149、243、259、279、318、349、476號及通宵路線N41、N73及N279號線均服務本站一帶地區。
本站和托登罕谷站是距離托定咸熱刺球場最近的倫敦地鐵車站，部分觀眾會從本站轉乘倫敦地上鐵前往白鹿巷站，並由該站步行前往球場。